# Alamut

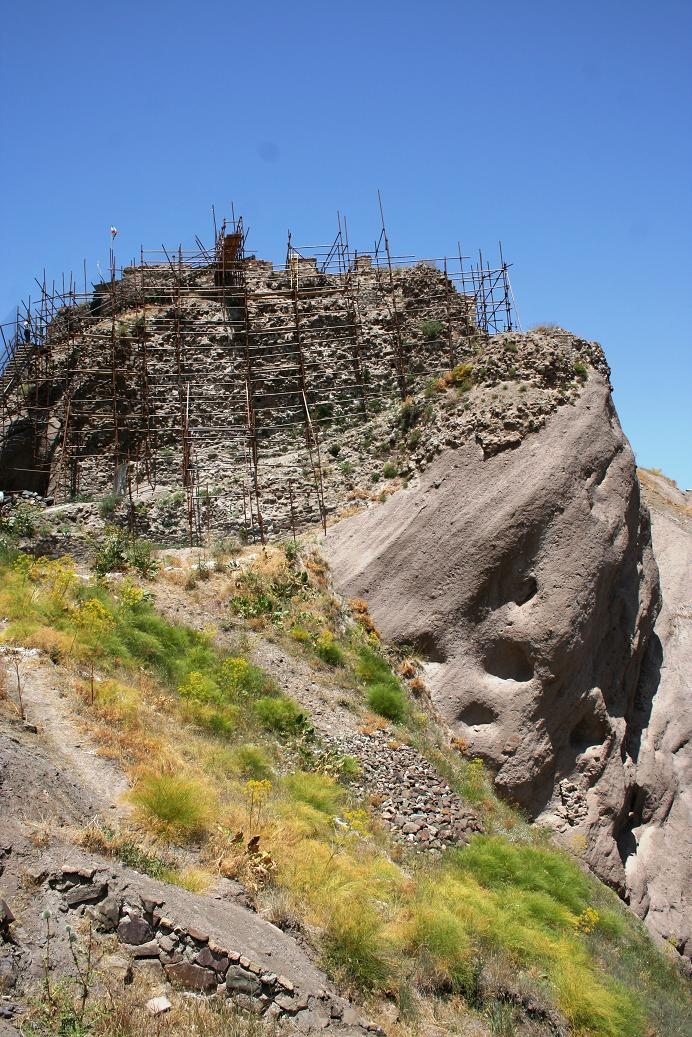
Alamut

Alamut var en bergsfästning vid kullarna söder om Kaspiska havet, nära Qazvin, cirka 100 km från nuvaranade Irans huvudstad Teheran. Bara ruiner finns nu kvar av fästningen.
Fästningen som kallades "örnnästet" byggdes 840 på ett sätt som bara hade en möjlig ingång, vilket gjorde det extremt svårt att erövra fästningen. Fortet hade bland annat ett ovanligt utvecklat system för vattenförsörjning. 
År 1090 invaderades fästningen och ockuperades av Hassan-i Sabbah (1050-1124) som blev grundaren för den nizari-ismailitiska rörelsen som kom att använda detta fort som grundfäste till sin rörelse. Denna rörelse stöddes redan innan Hassans invadering av folket i regionen. Nizari-ismailiterna fick sedan öknamnet Hashshashin. Det har hävdats att ordet assassin etymologiskt kommer från arabiskans "haššāšīn" (حشاشين, som tolkades som "hasch-ätare" av européerna, när den korrekta översättningen var "folk som följer Al-Hassan". Av denna sekt härleder man de franska orden assassin, lönnmördare och assassiner, lönnmörda.  
Alamut blev assassinernas fäste från 1090 till cirka 1200-talet, och fästningen var berömd bl.a. för ett omfångsrikt bibliotek. Ytterligare erövringar av bergsfästen följde: Girdkuh i Khurasan, Shadiz i söder nära Isfahan, Tabas nära gränsen till Afghanistan. Detta gav en stark styrkebas för Hashshashin.  
Alamut brändes till slut ner av mongolerna den 15 december 1256, när den siste borgsherren kapitulerade efter att Djingis khans sonson Hülegü khan hade tillfångatagit assassinernas dåvarande ledare. Fästningen kunde inte försvaras utan borgherren Ruknuddin Khor-schah kapitulerade utan strid i ett fåfängt hopp om att Hülegü skulle visa barmhärtighet. Detta var slutet på Alamut och assassinerna (en liten del av sekten fanns kvar ett tag i Syrien). 
Lista över borgherrar efter grundaren Hassan ibn Sabbah 
- Muhammad bin Kiya Buzrug Ummid
- El-Hâdî bin el-Nizâr
- El-Môhtadî bin el-Hâdî
- El-Kahir bin el-Môhtadî bi-Kuvvet’ûl-Lâh / bi-Ahkâmî’l-Lâh
- Imam Hasan ‘ala dhikrihi al-salam
- Kıyâmet-i Kûbrâ
- Nūr al-din Muhammad II
- Celâl’ed-Dîn Hasan III
- Alā’ ad-Dīn Muḥammad III
- Rûkn’ed-Dîn Hûr-Şâh